# Vainica Doble
Vainica Doble va ser un duet espanyol de música pop format per Carmen Santonja i Gloria Van Aerssen que ha influït considerablement en el pop independent del seu país. Va estar actiu, de manera irregular, entre 1971 i 2000. El 23 de juliol de 2000 va morir Carmen Santonja. El grup va editar els seus discos en vuit companyies diferents.
Tot i que la seva activitat artística es va desenvolupar sempre al marge de grans discogràfiques, les seves cançons i la seva actitud van cridar l'atenció a finals dels setanta de diversos músics independents que, a la llarga, conformarien el germen de la nova onada de la música espanyola. Carlos Berlanga i Fernando Márquez, especialment, van acostar després Vainica Doble als nous grups de música indie com ara Le Mans, La Buena Vida, Nosoträsh o Family, alguns dels quals van enregistrar també per a Elefant Records, companyia que va editar l'últim disc del duet.

## Discografia
- Vainica Doble (1971)
- Heliotropo (1973)
- Contracorriente (1976)
- El eslabón perdido (1980)
- El tigre del Guadarrama (1981)
- Taquicardia (1984)
- 1970 (1991)
- Carbono 14 (1997)
- Coser y Cantar (1997)
- En familia (2000)